# Gewog di Dopshari
Il gewog di Dopshari è uno dei dieci raggruppamenti di villaggi del distretto di Paro, nella regione Occidentale, in Bhutan.